# Kazuhiko Kato (músico)
Kazuhiko Katō (加藤 和彦, Katō Kazuhiko, 21 de marzo de 1947 – 17 de octubre de 2009),  apodado "Tonovan" (トノヴァン), fue un productor japonés, compositor y cantante.

## Historia
Como miembro del grupo Folk Cruzados, Kato lanzó su carrera musical a mediados de 1960s. Con temas como "Kaettekita Yopparai (Sólo Vivo Dos veces)", su canción de debut compuesta por Kato y lanzada en 1967, vendido más de 1.3 millones de copias en Japón,y vendría a ser uno de los mayores singles de la industria de música popular japonesa. El grupo también permitió comenzar a trabajar con el director Nagisa Oshima en 1968 en la película Kaette kita yopparai (alternativamente conocida como cuando Un Pecador en el Paraíso o Tres Resucitados Borrachos).
Después de finalizar su participaciòn en Folk Cruzados en 1970, Kato obtuvo éxito en la composición de temas para otros músicos, incluyendo Shigeru Izumiya, Mariya Takeuchi, y Takuro Yoshida. En particular, Sádico Mika Banda, conformado por su primera mujer Mika Fukui, que se volvió un éxito internacional. En 1974 el álbum de tituló Kurofune (El Barco Negro) está considerado uno de los representantes de rock japonés más significativo de inicios de los 70s. El grupo con el tiempo cambio de vocalistas como Yumi Matsutoya, Karen Kirishima, y Kaela Kimura.
Como compositor, Kato creó la canción de tema "Ai Oboetei Imasu ka" para la película Super Fortaleza Dimensiónal Macross: Recuerdas Amor? Lanzada durante el verano de 1984 en Japón. Más tarde formó equipo con su segunda mujer,  Kazumi Yasui. La mayoría de las canciones se escribieron fueron grabadas y producidas por Kenji Sawada. En 1990, Kato formó equipo con artistas gráficos, Haruhiko Shono y Kuniyoshi Kaneko, para crear la música para el juego de ordenador muy galardonado, Alice.
En marzo del 2008, Kato formó la banda de Rock Vitamina-Q con Masami Tsuchiya, Gota Yashiki, Rei Ohara y Anza.

## Muerte
Kato murió el 17 de octubre del, 2009 en un hotel en Karuizawa, Kitasaku Distrito, Nagano Prefectura, Japón. La policía descubrió una nota de suicidio en su habitación de hotel.

## Álbumes
(Los títulos en paréntesis son para propósitos de traducción)
- ぼくのそばにおいでよ (Ven cerca de mi)（1969）
- スーパー・ガス (Super Gasista)（1971）
- それから先のことは (Entonces Mentiente y Adelante)（1976）
- ガーディニア (Gadinia)（1978）
- パパ・ヘミングウェイ (Hemingway Papa)（1979）
- うたかたのオペラ (Ópera en el corto-vivido)（1980） (Mejor sabido cuando "L'opéra frágil")
- ベル・エキセントリック (Belle Excentrique)（1981）
- あの頃、マリー・ローランサン (Alrededor de Su, Marie Laurencin)（1983）
- ヴェネチア (Venice)（1984）
- マルタの鷹 (El Halcón maltés)（1987）
- ボレロ・カリフォルニア (California Bolero)（1991）LA productor y areglista Nick DeCaro e ingeniero del legendario Al Schmitt.